# 명동 나그네
명동 나그네는 1969년 공개된 대한민국의 영화이다.

## 배역
- 신성일
- 윤정희
- 김동원
- 한은진
- 박암
- 이낙훈
- 김순철
- 김창숙
- 김용건
- 박은주
- 박미정
- 조영남
- 김웅
- 김정옥
- 석인수
- 임해림